# Michael C. Hall
Michael Carlyle Hall (Raleigh, North Carolina, 1. veljače 1971.) je američki glumac. Najpoznatiji je po ulogama Davida Fishera u TV seriji "Dva metra pod zemljom" i Dextera Morgana u TV seriji "Dexter".